# Echalanagenahalli, Chitradurga
Echalanagenahalli là một làng thuộc tehsil Chitradurga, huyện Chitradurga, bang Karnataka, Ấn Độ.